# Cuatro reinos de Andalucía

Los cuatro reinos de Andalucía.

Los cuatro reinos de Andalucía en el contexto general de las provincias de la Corona de Castilla.

Los cuatro reinos de Andalucía (en ortografía antigua, quatro reynos del Andaluzia) es la denominación conjunta que empezarían a  recibir a partir del siglo XVIII, los cuatro reinos de la corona de Castilla situados en el mediodía peninsular, al sur de Sierra Morena.
Por orden de conquista, estos cuatro reinos eran: el reino de Córdoba (1236), el reino de Jaén (1246), el reino de Sevilla (1248) y el reino de Granada (1492). Estos reinos ocupaban casi la misma extensión que la actual comunidad autónoma española de Andalucía. 

## Historia
Inicialmente el término Andalucía, o las Andalucías, hacía referencia a los territorios musulmanes de la península ibérica, o bien a la frontera con ellos, mediante una sinécdoque. Así, en la frontera de los tres reinos conquistados en el siglo XIII por Fernando III el Santo, con el Reino nazarí de Granada, operaba el adelantamiento mayor de la frontera de Andalucía.
La denominación de los cuatro reinos de Andalucía comenzó a utilizarse en algunos ámbitos al menos desde mediados del siglo XVIII. Algunas obras y documentos que utilizan esta denominación son los Juzgados militares de España y sus Indias de 1792, el Prontuario de las leyes y decretos del Rey nuestro Señor Don José Napoleón I de 1810 y Breves tratados de esfera y geografía universal de 1833, entre muchas otras. 
Algunos autores, como el historiador Antonio Domínguez Ortiz, han indicado la conveniencia metodológica de plantear estos "Cuatro Reinos" como marco adecuado para el enfoque de la historia andaluza.